# 231번가역
231번가(영어: 231st Street) 역은 미국 뉴욕 지하철 IRT 브로드웨이-7번로선의 역이다. 브롱크스의 킹스브리지와 리버데일 구간의 웨스트 231번가와 브로드웨이 교차로에 위치해 있으며, 전시간 1 열차가 운행된다.

## 역사
이 역은 1907년 1월 27일 230번가(230th Street) 역으로 개장하였다. 이 역은 남동쪽 한 블록의 베일리 애비뉴(Bailey Avenue)와 230번가에 있는 IRT 브로드웨이-7번로선의 원래 제안된 북쪽 종착역 부근에 건설되었다. 또한 뉴욕 센트럴 철도가 물려받은 두 개의 별도인 철도가 소유한 두 개의 구 킹스브리지 철도역 근처에 위치해 있었다. 하나는 스푸이텐 듀빌 & 포트 모리스 철도(현재의 허드슨선)의 옛구간을 따라 있었고, 다른 하나는 뉴욕 & 푸트남 철도(현재의 버려짐)용이었다.
1909년, 과밀 문제를 해결하기 위해, 뉴욕 공공 서비스 위원회는 원래 IRT 지하철의 역들에 승강장 확장을 제안했다.:168 1910년 1월 18일, 10량 급행 열차와 6량 급행 열차를 수용하기 위해 역 승강장을 확장하는 계약 1과 2가 수정되었다. 승강장 확장에 150만 달러(2022년 41,662,500달러 상당)가 투입된 데 더해 추가 출구 건설에 50만 달러(2022년 2022년 기준 $13,887,500에 해당달러 상당)가 투입됐다. 이러한 개선으로 용량이 25% 증가할 것으로 예상되었다.:15 231번가 역의 북행 승강장은 북쪽과 남쪽 끝에서 50 피트 (15 m)씩 연장되었고,:114 남행 승강장은 확장되지 않았다.:106 1911년 1월 24일, 10량 급행열차가 웨스트 사이드 노선을 운행하기 시작했다.:168
1946년과 1948년 사이에 103번가-238번가간 IRT 브로드웨이-7번로선의 승강장은 231번가를 포함하여 514 피트 (157 m)로 연장되어 10량짜리 급행열차가 정차할 수 있게 되었다. 이전에는 이 역이 6량짜리 완행열차를 수용할 수 있었지만, 10량짜리 열차는 일부 출입문을 열 수 없었다. 1946년 6월 라오 전기설비회사와 카플란 전기회사에 231번가와 기타 5개 역의 승강장 증설 계약이 체결되었다. 이들 역의 승강장 증축은 단계적으로 개통되었다. 1948년 7월 9일, 231번가를 포함한 207번가-238번가 사이의 역의 승강장 증축에 $423,000의 비용을 들여 개통하였다. 동시에, IRT 노선에는 "R형" 철도 차량의 도입과 함께 번호가 매겨졌다. 그러한 최초의 차량인 R12는 1948년에 취역했다. 242번가로 가는 브로드웨이/웨스트 사이드 노선은 1번 계통으로 알려지게 되었다.
2002년, 231번가 역은 개조를 위한 이자, IRT 브로드웨이-7번로선의 5개 역 중 하나이자, 도시 전역의 10개 지하철역 중 하나가 될 것이라고 발표되었다.  이 역은 2003-2004년에 대대적으로 개조되었는데, 두 승강장에 엘리베이터를 설치하여 장애인 이용을 용이하게 하고 242번가행 승강장의 출구 전용 개찰구를 전체높이 출구/입구 겸용 및 출구 전용 개찰구로 교체하여 출입이 용이하도록 하였다.

## 역 구조
| 승강장 | 상대식 승강장  | 상대식 승강장                                                                                      |
| 승강장 | 북행 완행      | ← 밴코틀랜드 파크-242번가 방면 (틀:NYCS Platform Layout IRT Broadway–Seventh Avenue Line/previous) |
| 승강장 | 혼잡 방향 급행 | → 정규 운행 없음                                                                                   |
| 승강장 | 남행 완행      | → 사우스 페리 방면 (틀:NYCS Platform Layout IRT Broadway–Seventh Avenue Line/next) →               |
| 승강장 | 상대식 승강장  | |
| 대합실 | 대합실         | 운임 구역, 역무원, 메트로카드 및 OMNY 기계 틀:NYCS Platform Layout access                          |
| 지면   | 거리           | 출입구                                                                                             |

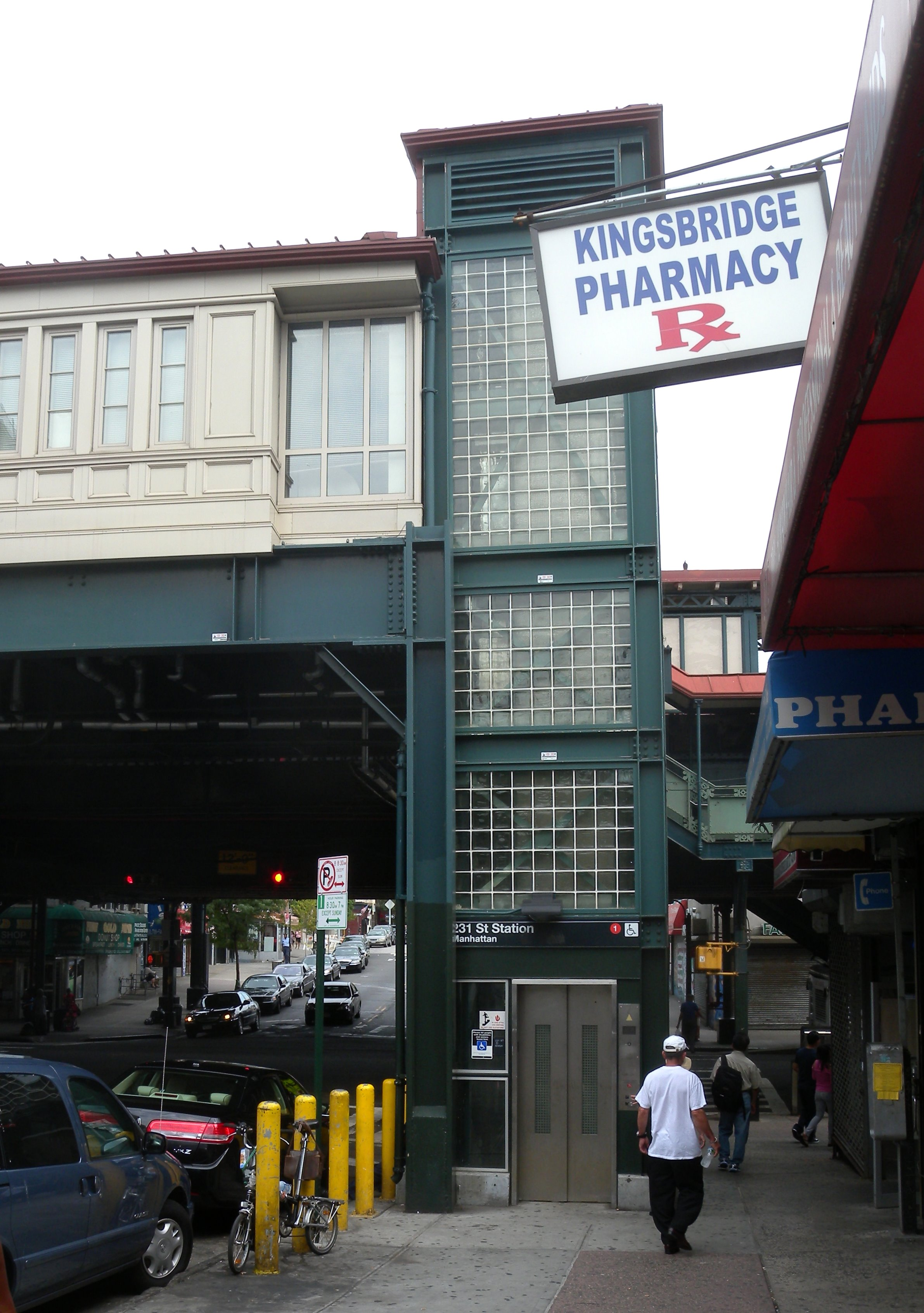
역 외부

이 고가역에는 2개의 상대식 승강장과 3개의 선로가 있다. 이 역을 우회하는 중앙 선로는 영업 운행에 사용되지 않는다. 마블 힐-225번가역이 뉴욕주 본토에 있지만 법적으로 맨해튼의 일부이기 때문에 IRT 브로드웨이-7번로선의 브롱크스 최남단 역이다.
두 승강장 모두  중앙에 베이지색 앞유리와 녹색 프레임과 윤곽이 있는 빨간색 캐노피, 양쪽 끝에는 가로등 기둥이 일정한 간격으로 배치된 녹색의 허리높이 강철 펜스가 있다. 승강장은 242번가행 승강장의 남쪽에 있는 맨해튼행 승강장과 상쇄된다. 역명판은 표준 검은색 명판에 흰색 문자로 표시되어 있다.
이 역에는 두 종류의 예술작품이 있다. 그 중 하나는 1991년에 만들어진 우포 홀룹(Wopo Holup)의 "Elevated Nature I-IV"이다. 역무실 승강장 벽면에 녹색 테두리가 있는 회색 대리석 타일로 이루어져 있다. 이 작품 이 노선의 다른 4개 역에도 있다. 다른 작품은 2007년 펠리페 갈린도(Felipe Galindo)의 "Magic Realism in Kingsbridge"이다. 승강장 앞유리에 스테인드 글라스 패널로 구성돼 주변 지역의 모습을 형상화했다.
각 승강장에는 중앙에 인접한 동일층의 역사가 있다. 다만 맨해튼행 승강장의 역사만 일반에 개방된다. 승강장에서 나오는 출입문은 작은 대기실과 개찰구 뱅크로 이어진다. 242번가행 승강장에서는 출구전용 전체높이 게이트가 있어 철제 펜스로 승강장과 분리된 역사 주변 통로로 이어진다.

### 출구
맨해튼행 승강장의 운임 구역 밖에는 토큰 부스, 231번가와 브로드웨이의 서쪽 모퉁이로 내려가는 계단 두 개, 남서쪽 모퉁이로 내려가는 엘리베이터 한 개가 있다. 승강장에 있는 두 개의 비상 게이트가 각 계단으로 직접 연결된다. 242번가행 승강장 운임 구역 밖에는 231번가와 브로드웨이의 동쪽 모퉁이로 내려가는 두 개의 계단과 북동쪽 모퉁이로 내려가는 엘리베이터가 있다.